# Price Devereux (10e vicomte Hereford)
Price Devereux, 10e vicomte Hereford (9 juin 1694-29 juillet 1748) est un homme politique conservateur britannique qui siège à la Chambre des communes de 1719 à 1740 puis accède à une pairie en tant que vicomte Hereford.

## Biographie

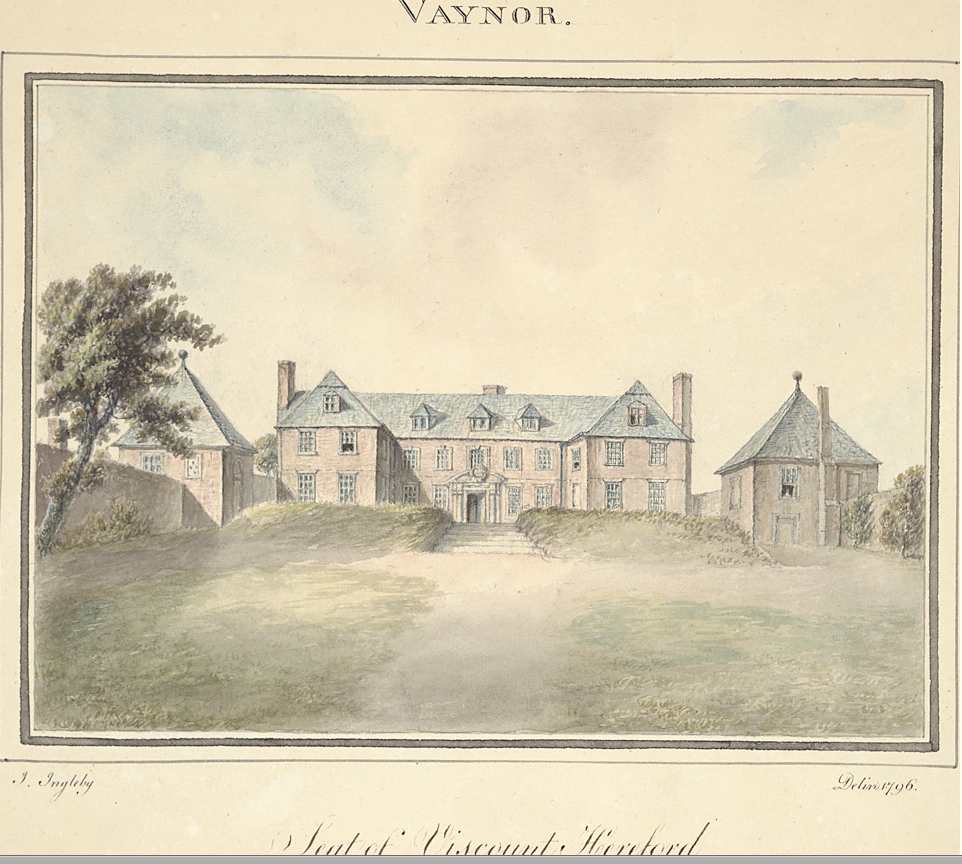
Vaynor Park, Montgomeryshire, 1796

Il est le fils de Price Devereux (9e vicomte Hereford) et de son épouse Mary Sandys, fille de Samuel Sandys d'Ombersley Court, Worcestershire. Il entre au Balliol College d'Oxford en 1711.
En 1719, il est le shérif du Brecknockshire, ayant hérité des domaines des Morgans de Pencoyd près de Hay-on-Wye. La même année, il est élu sans opposition lors d'une élection partielle en tant que député de Montgomeryshire. Il est de nouveau réélu pour le Montgomeryshire aux élections générales de 1722 et 1727. En 1727, il est aussi élu en tant que député d'Orford, mais préfère représenter le Montgomeryshire où il est réélu à nouveau aux Élections générales britanniques de 1734.
En 1740, il abandonne son siège lorsque, à la mort de son père, il lui succède à la pairie en tant que vicomte Hereford, premier vicomte d'Angleterre, héritant du parc Vaynor à Montgomery. Il épouse comme deuxième épouse (1740) une fille de William Price of Rhiwlas, Merioneth.
À la mort de Devereux le 29 juillet 1748, le titre passe à Edward Devereux (11e vicomte Hereford), un cousin éloigné de Nantcribba, Montgomeryshire et le domaine de Vaynor Park est vendu.